# هیرود بزرگ (فیلم)
هیرود بزرگ (ایتالیایی: Erode il grande) فیلمی در ژانر درام و ماجرایی است که در سال ۱۹۵۸ منتشر شد.